# Grumolo Pedemonte
Grumolo Pedemonte, frazione del comune di Zugliano, è un paese dell'ovest vicentino, di circa 1 000 abitanti.

## Geografia fisica
Il paese è situato sulle pendici meridionali delle colline delle Bregonze, a un'altitudine di m. 154, in posizione amena e riparata. Il territorio è compreso tra 130 e 330 metri s.l.m.

## Origine del nome
"Grumolo Pedemonte" significa probabilmente "insieme di piccole colline (grumi) ai piedi del monte": sorge infatti su una serie di dossi in posizione amena e riparata.

## Storia
La prima attestazione del paese risale al 1262.
La zona tra le Colline delle Bregonze e i colli di Sarcedo fu abitata da pastori già dal tardo Neolitico (fine IV - inizi III millennio a.C.)
A Grumolo sono stati trovati sul colle della “Sciona” degli oggetti e ceramiche attribuibili all'Età del Bronzo. 
Certa è pure la presenza nel periodo romano (dal II secolo d.C.) di una villa rustica e di altre strutture lungo il torrente Igna.
In età medievale fu fondato un castello fortificato sul colle omonimo.
Nel 1816 Centrale e Grumolo Pedemonte, per secoli comuni orgogliosi della loro autonomia, furono accorpati a quello di Zugliano.
Durante la prima guerra mondiale Centrale e Grumolo accolsero profughi provenienti da Chiuppano e Carrè, più esposti al nemico.

## Monumenti e luoghi d'interesse

### Architetture religiose
Chiesa di San Biagio
Conosciuta come “la perla delle Bregonze”. La piccola chiesa, nominata nelle Rationes decimarum del 1297, era un'antica cappella di Santa Maria di Thiene, ma alla fine del XIII secolo già figurava come parrocchia autonoma di Grumolo e tale rimase fino al 1630.
L’edificio è noto per la ricchezza del ciclo di affreschi interni, i più antichi risalenti all’inizio del Trecento, e per il famoso "Polittico di San Biagio" risalente alla prima metà del Quattrocento.
Nel 2016, durante un intervento finalizzato al restauro conservativo per problemi causati da infiltrazioni di acqua piovana e dal dilatarsi delle crepe nelle murature, sotto una lastra tombale che sigillava due piccole stanze adibite ad ossario, sono stati rinvenuti frammenti ceramici di epoca medievale e 24 rare monete, coniate tra il XII ed il XV secolo.
Chiesa di Santa Maria Maddalena
Oltre alla parrocchiale di San Biagio, a Grumolo esisteva dal 1442 un'altra chiesa, più grande, dove si celebrava la messa per comodità dei fedeli; nella casa annessa a questa chiesa abitava anche il parroco. A San Biagio restavano il cimitero e il battistero, quest'ultimo probabilmente trasportato a S. Maria nei primi anni del Seicento. Nel 1634 Santa Maria Maddalena, ricostruita nel 1629, figura come nuova titolare.

### Architetture civili
Villa Vecchia Maddalena Lovisetto
Edificata nell'ultimo decennio del Settecento dalla famiglia del nobile Angelo Vecchia che acquistò un bellissimo poggio panoramico di proprietà del Monastero di San Bartolomeo di Vicenza. La barchessa, classico esempio di architettura rurale del territorio vicentino, durante la prima guerra mondiale fu sede del contingente dei soldati inglesi.
Villa Bassi
Risalente alla prima metà del Quattrocento.
Villa Dal Ferro
Villa Mioli

## Cultura

### Scuole
A Grumolo vi è una scuola dell'infanzia privata paritaria. Gli alunni della scuola primaria e secondaria inferiore sono trasportati con un servizio di scuolabus al capoluogo.

## Eventi
A Grumolo si tiene una manifestazione podistica chiamata “La Camminata di San Biagio“ che percorre le vie del paese.
Invece il 3 febbraio si festeggia il giorno del santo patrono del paese: San Biagio, durante la quale la chiesetta di San Biagio viene aperta e vi si tiene una messa al santo e arrivano molti pellegrini.
È una celebrazione molto sentita dai grumolesi.